# Sjöbo (comuna)
Sjöbo (em sueco: Sjöbos kommun) é uma comuna da Suécia localizada no condado de Escânia. Sua capital é a cidade de Sjöbo. Tem 492 quilômetros quadrados e pelo censo de 2018, havia 19 153 habitantes.